# Scytodes fusca
Espèce
Synonymes
- Scytodes domestica Doleschall, 1859
- Scytodes guianensis Taczanowski, 1872
- Scytodes vittata Keyserling, 1877
- Dictis fumida Thorell, 1891
- Scytodes hebraica Simon, 1892
- Scytodes bajula Simon, 1892
- Scytodes atrofusca Strand, 1916
- Scytodes campinensis Mello-Leitão, 1918
- Scytodes discolor Mello-Leitão, 1918
- Scytodes iguassuensis Mello-Leitão, 1918
- Scytodes nannipes Chamberlin & Ivie, 1936
- Scytodes torquatus Kraus, 1955

Scytodes fusca est une espèce d'araignées aranéomorphes de la famille des Scytodidae.

## Distribution
Cette espèce se rencontre en Amérique.
Elle a été introduite en Europe, en Afrique tropicale, en Inde, en Indonésie, en Birmanie, en Chine, au Japon et à Hawaï.

## Description

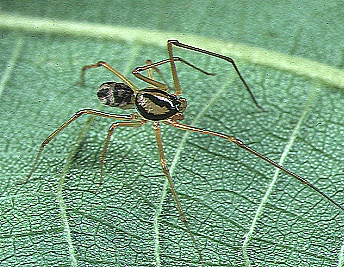
Scytodes fusca ♂

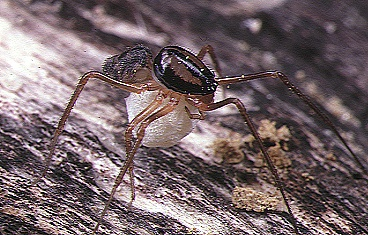
Scytodes fusca ♀

Les mâles mesurent de 4,0 à 5,5 mm et les femelles de 4,4 à 6 mm.

## Systématique et taxinomie
Cette espèce a été décrite par Walckenaer en 1837.
Scytodes campinensis et Scytodes discolor ont été placées en synonymie par Mello-Leitão en 1941.
Scytodes bajula, Scytodes hebraica, Scytodes nannipes et Scytodes torquatus ont été placées en synonymie par Valerio en 1981.
Scytodes iguassuensis a été placée en synonymie par Brescovit et Rheims en 2000.
Scytodes vittata a été placée en synonymie par Dupérré en 2023.

## Publication originale
- Walckenaer, 1837 : Histoire naturelle des insectes. Aptères. Paris, vol. 1, p. 1-682 (texte intégral).